# Heinrich Seliger
Heinrich Seliger (* 13. Dezember 1888 in Wolfsburg; † 17. Oktober 1956 in Frankfurt am Main) war ein deutscher Lehrer und Kommunalpolitiker.

## Leben und Werk
Seliger besuchte die Schule in Helmstedt und absolvierte eine Lehrerausbildung in Weferlingen und Halle. 1914 trat er in den Schuldienst der Stadt Frankfurt am Main als Lehrer an der Günthersburgschule ein. Von 1921 an war er auf Vorschlag der SPD unbesoldetes Magistratsmitglied. 1926 wurde er Vorsitzender der Berufsschuldeputation und 1928 Magistratsschulrat.
1933 enthoben die Nationalsozialisten den Sozialdemokraten Seliger seiner Ämter. Im Juli 1945 kehrte er in den Schuldienst zurück. 1946 bis 1954 war er als Schuldezernent verantwortlich für den Wiederaufbau des Schulwesens in Frankfurt. Dazu gehörte insbesondere die Schaffung geeigneter Unterrichtsräume, da etwa die Hälfte der Frankfurter Schulen zerstört war. Besonders setzte Seliger sich auch für den Wiederaufbau des städtischen Schullandheimes Kinderdorf Wegscheide bei Bad Orb ein, um den Kindern und Jugendlichen im zerstörten Frankfurt eine Erholungsstätte zu schaffen.
1948 wurde er Mitglied der wiedergegründeten Frankfurter Historischen Kommission.

## Ehrungen
1954 wurde Seliger mit dem Bundesverdienstkreuz 1. Klasse ausgezeichnet. Seit 1963 erinnert eine Gedenktafel im Schullandheim Wegscheide an ihn. Nach Seliger sind eine Straße in Frankfurt-Niederrad und eine Grundschule im Stadtteil Dornbusch benannt.